# Запокулье
Запокулье — деревня в составе Головчинского сельсовета Белыничского района Могилёвской области Республики Беларусь.

## Географическое положение
Ближайшие населённые пункты: Большой Трилесин, Неропля, Шиловичи.